# 킨리치
킨리치(Cynric, ? ~ 560년)는 앵글로색슨 연대기에 등장하는 웨식스 왕국의 군주(재위: 534년 ~ 560년)이다. 연대기에서는 웨식스 왕국의 설립자로 간주되는 체르디치의 아들인 것으로 언급되었다. 일부 출처에 따르면 킨리치는 크레오다의 케르디쿠스의 아들이라고 한다.

## 정복
앵글로색슨 연대기에 의하면 체르디치와 킨리치는 다섯 척의 배와 함께 495년 사우샘프턴 근처에 도착하였다고 한다. 또한 연대기는 체르디치와 킨리치는 Ealdormen(왕이 임명한 영토를 다스리는 관리)로 묘사되지만 519년 제위세(예전 앵글로색슨족이 세운 소왕국)에 대한 통치만을 했다고 한다. 이는 킨리치가 왕실의 지도자는 아니었고, 킨리치와 아버지인 체르디치가 후에 웨식스의 중심지를 정복했다고 기록이 되었을 때 진짜 왕위에 올랐다는 것을 알려준다.

## 통치
킨리치의 재위기간 동안, 앵글로색슨 연대기에 기술된 것과 같이 552년에는 솔즈베리 근처에 위치해 있던 올드 새럼(Old Sarum)을 공격하였고, 556년에는 킨리치가 자신의 아들인 체울린을 데리고 현재 바버리 캐슬(Barbury Castle)로 확인된 베런부르흐(Beranburh)를 브리튼인과 싸워서 승리했다고 한다. 만약 이 날짜가 정확하다면, 킨리치는 495년에 아버지 체르디치스와 함께 영국에 도착한 것을 시작했다는 등의 웨식스 초기 날짜들은 잘못 표기가 된 것이다. 데이비드 덤빌은 이 연도를 554년부터 581년까지라고 제안했고 몇몇 사람들은 단지 체울린과 킨리치가 친척이거나 후대의 웨식스 혈통을 정당화하기 위해서 킨리치의 아들이라는 걸 암시한 것이라고 말한다.

## 이름의 어원
킨리치(Cynric)이라는 이름은 "Kin-ruler"라는 오래된 어원을 가지고 있다. 하지만 일부 학자들은 그의 전임자인 체르디치와 후임인 체울린 모두 켈트 이름을 가졌듯 킨리치라는 뜻의 어원도 브리튼어의 "Cunorix"(뜻은 Hound-king이라는 뜻으로, 고대 웨일스어에서는 Cinir, 중세 웨일스어에서는 Kynyr로 발전했을 것이라 보고 있음.)라는 이름에서 따온 것으로 추측하고 있다.

## 문화
2004년 영화인 〈킹 아더〉에서 배우 틸 슈바이거가 킨리치 역을 맡았다.

## 참고 문헌
- Peter Clemoes, en:Simon Keynes, en:Michael Lapidge (1981). Anglo-Saxon England, Cambridge University Press. ISBN 0-521-03834-0
- Laing, L.R. (1975). The archaeology of late Celtic Britain and Ireland, c. 400-1200 AD, Taylor & Francis. ISBN 0-416-82360-2
- John Nowell Linton Myres (1989). The English Settlements, Oxford University Press. ISBN 0-19-282235-7
- Sims-Williams, P. (1983) The settlement of England in Bede and the "Chronicle" from Anglo-Saxon England, Vol. 12 pp. 1-41, Cambridge University Press.
- Myres, J.N.L. (1989) The English Settlements. Oxford University Press.
- Whittock, M.J. (1986) The Origins of England 410-600 Croom Helm.